# Beige Xiang
Beige Xiang (kinesiska: 碑格, 碑格乡) är en socken i Kina. Den ligger i provinsen Yunnan, i den sydvästra delen av landet, omkring 180 kilometer sydost om provinshuvudstaden Kunming. Antalet invånare är 15 789. Befolkningen består av 7 348 kvinnor och 8 441 män. Barn under 15 år utgör 22,0 %, vuxna 15-64 år 71 %, och äldre över 65 år 6,0 %.
Genomsnittlig årsnederbörd är 1 127 millimeter. Den regnigaste månaden är juli, med i genomsnitt 214 mm nederbörd, och den torraste är februari, med 17 mm nederbörd.